# Nitronato

Estructura de un grupo nitronato típico.

En química orgánica, un nitronato es un grupo funcional con la estructura general R1R2C=N+(OH)(O-). Es una forma tautomérica de un grupo nitro. Un nitronato también es denominado forma aci. En la reacción de Nef, los nitronatos son degradados a cetonas.
Los nitronatos pueden ser alquilados en el átomo de oxígeno, y ser usados como un dipolo en cicloadiciones dipolares 1,3.
- Datos: Q111461805
- Multimedia: Nitronates / Q111461805